# Cantonul Luzarches
Cantonul Luzarches este un canton din arondismentul Sarcelles, departamentul Val-d'Oise, regiunea Île-de-France, Franța.

## Comune
- Bellefontaine
- Châtenay-en-France
- Chaumontel
- Épinay-Champlâtreux
- Fontenay-en-Parisis
- Fosses
- Jagny-sous-Bois
- Lassy
- Le Plessis-Luzarches
- Luzarches (reședință)
- Mareil-en-France
- Marly-la-Ville
- Puiseux-en-France
- Saint-Witz
- Survilliers
- Villiers-le-Sec